# Haworthia outeniquensis
Haworthia outeniquensis és una espècie de planta suculenta del gènere Haworthia i la subfamília de les asfodelòidies.

## Descripció
Haworthia outeniquensis és una petita i compacta que prolifera lentament. Les fulles verticals a quasi verticals formen una roseta que té un diàmetre de 4 a 6 cm i es transformen en densos grups. El limbe foliar és de color verd groguenc fa fins a 6 cm de llarg, 0,6 a 1 cm d'ample i 0,2 a 0,3 cm de gruix. Les seves puntes incurvades porten una finestra de 2 mm de llarg. Hi ha punts confluents transparents a la superfície de la fulla. La part superior de la fulla és convexa i està coberta de quatre a cinc fileres de punts transparents visibles. A la part inferior de la fulla, que també és convexa, hi ha de tres a sis files de punts translúcids. La quilla de fulla és afilada té una espina de fins a 1 mm de llargada. El marge foliar té petites espines de suport més afilades.
La inflorescència consta de 7 a 15 flors. Les flors són de color blanc i verd groguenc i fan 15 mm de llargada i se situen en peduncles de 4 a 6 mm de llargada.

## Distribució i hàbitat
Haworthia outeniquensis està estesa a la província sud-africana del Cap Occidental, concretament al municipi d'Oudtshoorn.
Creix normalment en situacions de pedra arenisca exposades a Fynbos secs. El color varia del verd groguenc al verd més fosc. Les plantes romanen solitàriament poques vegades, formant més sovint petits grups en escletxes de roca o entre pedres en els vessants rocosos orientats al nord.

## Taxonomia
Haworthia outeniquensis va ser descrita per Martin Bruce Bayer i publicada a Haworthia Revisited 160, a l'any 1999.
Etimologia
Haworthia: nom en honor del botànic britànic Adrian Hardy Haworth (1767-1833).
outeniquensis: epítet geogràfic que fa referència a l'aparició de l'espècie a les muntanyes Outeniqua a Sud-àfrica.